# Friedrich Goll
Hans Ulrich Friedrich Goll (ur. 1 marca 1829 w Zofingen, zm. 13 listopada 1903 w Zurychu) – szwajcarski lekarz, neuroanatom, profesor Uniwersytetu Zuryskiego.

## Życiorys
Syn kupca Johanna Ulricha Golla i Sophie z domu Herosé. Studiował na Uniwersytecie w Zurychu i Uniwersytecie w Würzburgu. Podczas studiów był uczniem m.in. Carla Ludwiga. Tytuł doktora nauk medycznych uzyskał 19 marca 1853 roku na podstawie dysertacji Über den Einfluss des Blutdruckes auf die Harnabsonderung. Następnie uczył się w Paryżu u Claude'a Bernarda i Charlesa-Édouarda Brown-Séquarda. Po powrocie do Zurychu przez kilka lat praktykował jako lekarz, jednocześnie kontynuując swoje badania neuroanatomiczne. Od 1863 roku kierował kliniką uniwersytecką, w tym samym roku otrzymał katedrę farmakologii. Od 1885 profesor nadzwyczajny.
W 1864 roku ożenił się z Eugenie Cellier (1835–1920). Jego bratem był prawnik August Goll (1827–1906).
Zmarł w 1903 roku, pochowany jest na Cmentarzu Sihlfeld w Zurychu.
Pamiętany jest za opis pęczka smukłego (Golla), będącego powrózkiem włókien nerwowych przebiegającym w rdzeniu kręgowym do rdzenia przedłużonego.

## Wybrane prace
- Ueber den Einfluss des Blutdruckes auf die Harnabsonderung. Zürich: E. Kiesling, 1853
- Ueber den Einfluss des Blutdruckes auf die Harnabsonderung. Ztschr. f. rat. Med. iv, 78-100 (1854)
- Beiträge zur feineren Anatomie des menschlichen Rückenmarks. Denkschrift der medizinisch-chirurgischen Gesellschaft des Kantons Zürich zur Feier des fünfzigsten Stiftunstages den 7. Mai 1860 ss. 130-171 (1860)
- Die Vertheilung der Blutgefässe auf die Rückenmarksquerschnitte (1864)
- Ueber die feinere Anatomie des Rückenmarkes (1868)
- Die Heilquelle Pignieu-Andeer im Schamser-Thale, Ct. Graubünden. Zürich 1883
- Ueber die Häufigkeit des Vorkommens von Gonokokken bei chronischer Urethritis. Cor.-Bl. f. schweiz. Aerzte 21, ss. 252-256 (1891)
- Ueber die Häufigkeit des Vorkommens von Gonokokken bei chronischer Urethritis. Internat. Centralbl. f. d. Physiol. u. Path. d. Harn- u. Sex.-Org., Hamb. u. Leipz. iii, 129-134 (1891)